# François Lamarque
Pour les articles homonymes, voir Lamarque.
François Lamarque, né à Ménestérol, près de Montpon (Dordogne), le 2 novembre 1753, mort à Montpon, le 13 mai 1839.
Avocat sous l'Ancien Régime au Parlement de Paris. En 1790, François Lamarque est juge au tribunal criminel de Périgueux. En 1791, il est élu à l'Assemblée législative. Réélu député en 1792 à la Convention nationale. Il propose la déchéance du roi, le 9 août 1792. Au Procès de Louis XVI en janvier 1793, il vote la mort du roi. Après avoir été livré aux Autrichiens par Charles François Dumouriez, il fut emprisonné  dans la forteresse du Spielberg, en 1795, il fut échangé contre la fille de Louis XVI de France.

## Sous le Directoire
Sous le Directoire, il fut élu au Conseil des Cinq-Cents par le département de la Dordogne, pendant son mandat de député il soutint les directeurs. Après le Coup d'État du 18 fructidor an V (4 septembre 1797), François Lamarque réclame des mesures strictes contre les royalistes, les prêtres réfractaire et les émigrés. Il fut réélu  au Conseil en 1798 mais son élection fut annulée. En échange de cette annulation, on le nomme ambassadeur en Suède, mais le gouvernement suédois refuse ce régicide que fut François Lamarque. Il est à nouveau élu en 1799.

## Sous le Consulat et le Premier Empire
Il se rallia à Napoléon Bonaparte, après avoir été hostile au Coup d'État du 18 brumaire an VIII (9 novembre 1799). Napoléon Bonaparte le nomme préfet du Tarn il entre ensuite à la Cour de cassation. Il est fait chevalier de la Légion d'honneur le 14 juin 1804, et chevalier de l'Empire par Napoléon Ier. 

## Sous la Restauration
Régicide, il fut exilé en 1816, il trouva refuge en Suisse. On l'autorisa à rentrer en France en 1819.
Les papiers personnels de François Lamarque sont conservés aux Archives nationales sous la cote 199AP.

## Sources
- Histoire et dictionnaire de la Révolution française (1789-1799) de Jean Tulard, Jean-François Fayard, Alfred Fierro
- « François Lamarque », dans Adolphe Robert et Gaston Cougny, Dictionnaire des parlementaires français, Edgar Bourloton, 1889-1891 [détail de l’édition]